# Comuna Zavodivka, Berezivka
Zavodivka (în ucraineană Заводівка) este o comună în raionul Berezivka, regiunea Odesa, Ucraina, formată din satele Ciîjove și Zavodivka (reședința).

## Demografie
Componența lingvistică a comunei Zavodivka
     Ucraineană (93,31%)
     Rusă (4,6%)
     Română (1,39%)
     Alte limbi (0,19%)
Conform recensământului din 2001, majoritatea populației comunei Zavodivka era vorbitoare de ucraineană (93,31%), existând în minoritate și vorbitori de rusă (4,6%) și română (1,39%).